# Farkas csillagkép

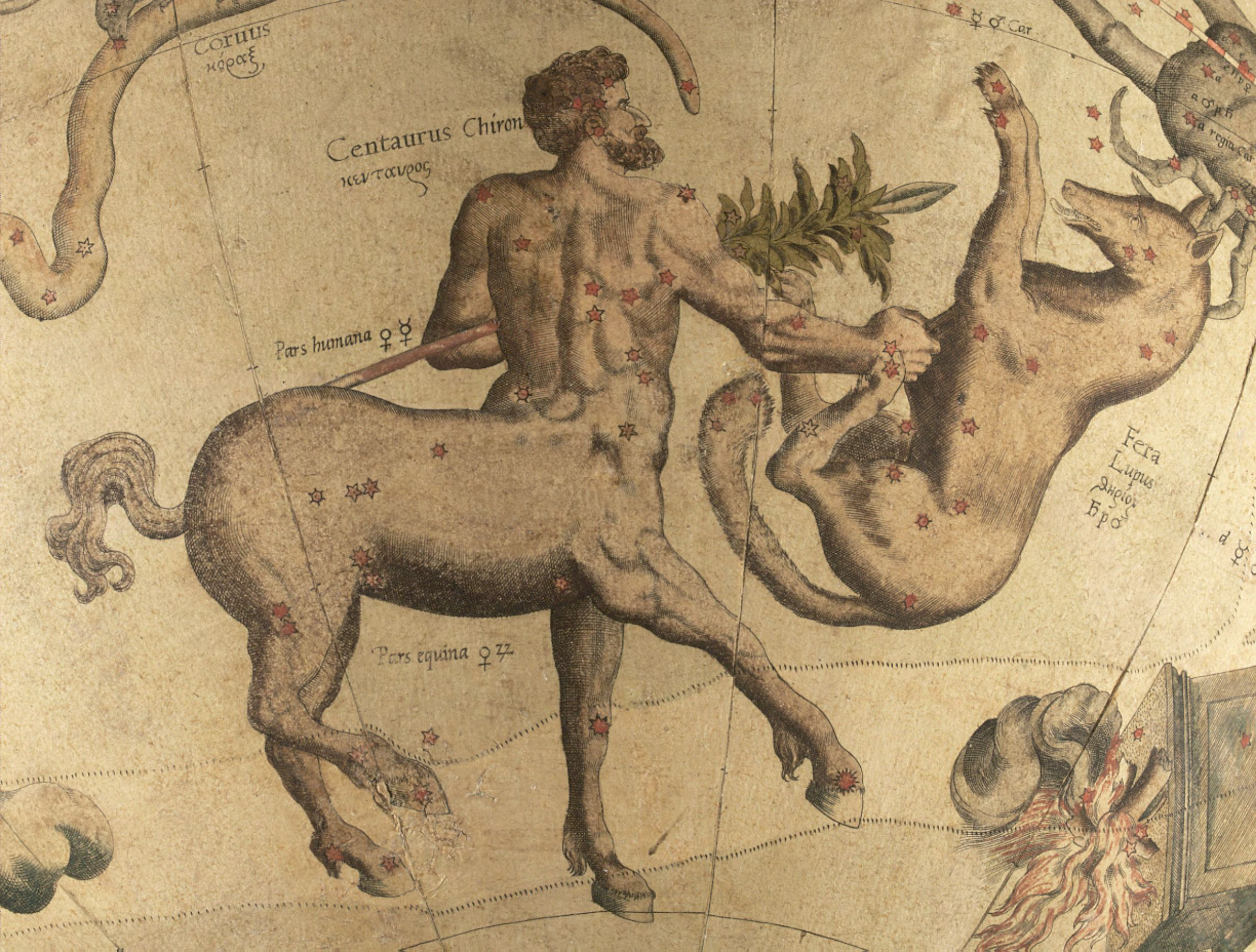
A Kentaur és a Farkas csillagképek

A Farkas csillagkép

A Farkas (latin: Lupus) egy csillagkép.

## Története, mitológia
Az ókorban a görögök és a rómaiak egyaránt azt a farkast látták benne, amelyet egy kentaur ledöfött az áldozati oltáron (l.: Oltár csillagkép). Más változat szerint a csillagkép a Zeusz által farkassá változtatott gonosz Lykaon (egyéb alakjai: Lükaón, Lycaon) árkádiai királyt ábrázolja.

## Csillagok
A csillagkép csillagainak nincs nevük, egyikük sem kitüntetett. Közülük mintegy 30 kék vagy kékesfehér színű, a magnitúdójuk 2 és 3 körül van, hetvennek pedig nagyobb mint 6.
- ε Lupi: kékesfehér, harmadrendű csillag, kilencedrendű kísérővel, héliumcsillag, a felületi hőmérséklete mintegy 20 000 K.
- η Lupi: az ε Lupi-hoz hasonló, mintegy nyolcadrendű kísérővel, de a két csillag megfigyeléséhez nagyobb távcső kell.
- κ Lupi: negyed- és hatodrendű komponensekből álló pár, az észleléshez kis távcső elegendő.
- μ Lupi: a két, negyedrendű csillagnak látszólag egy hetedrendű kísérője van, azonban egy közepes távcsővel nézve látszik, hogy a kísérő egy szoros pár.
- ξ Lupi: kis távcsővel észlelhető ötöd- és hatodrendű páros.
- π Lupi két, egyaránt 5m-s csillagból álló páros, a megfigyeléséhez legalább 75 mm nyílású távcső szükséges.

## Mélyég-objektumok
- NGC 5824
- NGC 5986
- B 228
- NGC 5822
- NGC 5749
- IC 4406, bár ez a planetáris köd inkább a Farkas nyugati határán fekszik.
- NGC 5882

## Fordítás
- Ez a szócikk részben vagy egészben  a    Lupus (constellation) című angol Wikipédia-szócikk fordításán alapul.  Az eredeti cikk szerkesztőit annak laptörténete sorolja fel. Ez a jelzés csupán a megfogalmazás eredetét és a szerzői jogokat jelzi, nem szolgál a cikkben szereplő információk forrásmegjelöléseként.

## Ajánlott irodalom
- Josef Klepešta – Antonín Rükl: Csillagképek atlasza, Gondolat Kiadó, Budapest, 1978, ISBN 963-280-711-1
- Ian Ridpath - Wil Tirion: Égi kalauz, Gondolat Kiadó, Budapest, 1991, ISBN 963-282-479-2
- Ian Ridpath:  Bolygók és csillagok, Panemex Kft., Budapest, 1999, ISBN 963-9090-28-X
- Csillagászati kislexikon, Szerkesztő: Kisbán Gyula; Fiesta Kft., 2000, ISBN 963-8133-74-0, ISBN 963-9084-24-7[1]
- Storm Dunlop – Wil Tirion: Csillagközi kalauz, Magyar Könyvklub Rt., Budapest, 2004, ISBN 963-549-070-4
- Kevin Tildsley:  Az éjszakai égbolt, Grafo Könyvkiadó és Terjesztő Kft, Budapest, 2006, ISBN 963 9491 675